# Een onmogelijke opgave
Een onmogelijke opgave is een volksverhaal uit Marokko.

## Het verhaal
Een man vervalt van grote rijkdom in armoede. Hij probeert met handeltjes wat te verdienen, maar niks lukt. Hij gaat naar een tovenaar en vraagt hoe hij het grootst mogelijke aantal goudstukken kan krijgen. De tovenaar raadt aan zo veel mogelijk potscherven te maken. Dan moet de man wachten op Achoera, deze feestdag is het enige geschikte moment voor de toverkunst. De scherven moeten in een speciale bron worden geworpen. De man mag dan niet denken aan een haas, want dan moet dit het jaar erop nogmaals gedaan worden.
De man gaat op Achoera met een stoet ezels naar de speciale bron. Hij ziet niet dat er een groep kinderen loopt, ze vieren Achoera en ze zijn blij. Rotjes knallen en kinderen lopen met poppen, die als bruid en bruidegom zijn uitgedost. Er wordt op trommels geslagen. De man denkt aan het geld dat hij krijgen zal. Hij komt bij de bron en gooit de scherven aardewerk in het water. Hij herinnert zich dat hij niet mag denken aan een haas en denkt dus aan een haas. De man gaat naar de tovenaar en deze vertelt dat hij op een onmogelijke vraag slechts kon antwoorden met het onmogelijke.